# Trichomanes caudatum
Trichomanes caudatum là một loài dương xỉ trong họ Hymenophyllaceae. Loài này được Brack mô tả khoa học đầu tiên năm 1854.